# Bastardfaden

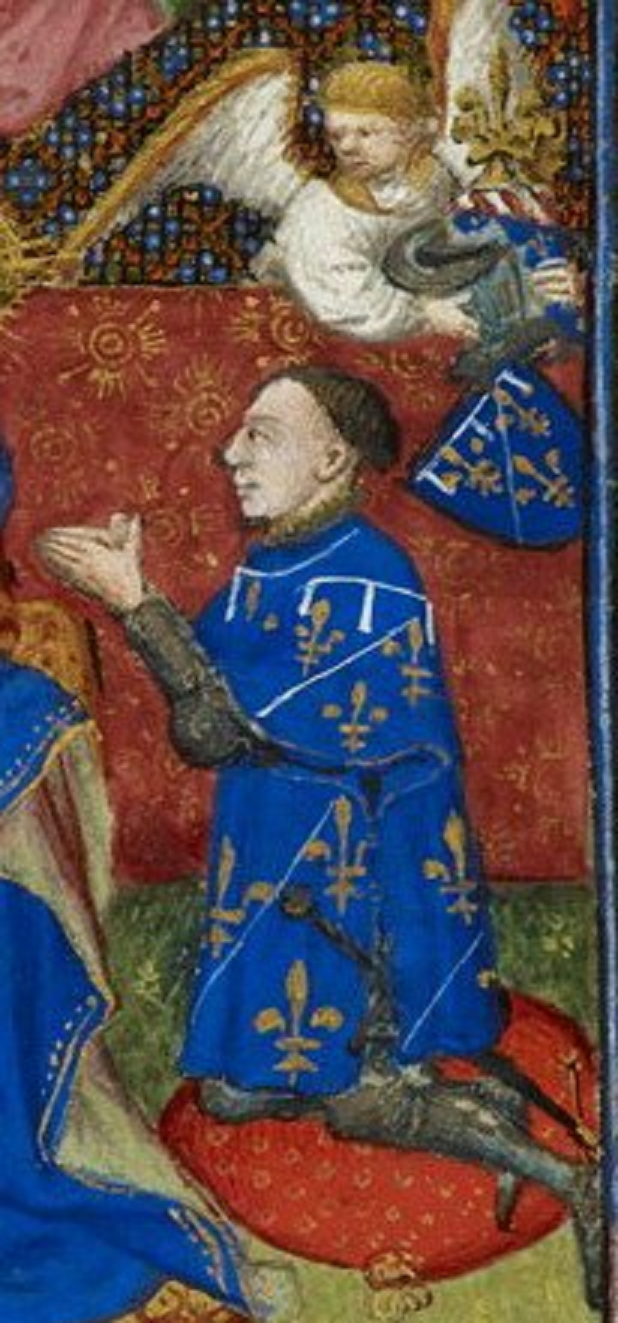
Jean de Dunois, der „Bastard von Orléans“, mit seinem Wappen, das mit einem Bastardfaden belegt ist, der sich auch über den Wappenrock zieht.

Der Bastardfaden ist in der Heraldik (Wappenkunde) eines der geläufigsten  Beizeichen und steht bei Bastardwappen für die uneheliche Herkunft des Trägers (eines „Bastards“) aus dem Adel, zumeist dem Hochadel.

## Verwendung
Bastarde hatten nicht das Recht auf das Wappen und den Namen des Vaters, aber ein hohes Interesse, das väterliche Wappen zu zeigen. Doch nur der jeweilige Herrscher konnte der Person dieses Wappen – dann aber mit dem Bastardzeichen – verleihen. So wurde kenntlich gemacht, dass der Träger illegitimer Geburt war und keine Erbansprüche in der Familie des Vaters hatte.
In Westeuropa wurden Beizeichen häufiger verwendet als in Mitteleuropa. 
Prominentes Beispiel war im Mittelalter Jean de Dunois, bekannt als Bastard von Orléans: Er führte auf blauem Grund drei goldene Lilien, darüber ein silberner Turnierkragen (Haus Orléans), überdeckt von einem silbernen Bastardfaden. Beispiele aus Deutschland sind etwa Moritz von Sachsen oder die Grafen Holnstein. Es gibt aber auch Fälle, in denen den Bastarden mitsamt ihren Titeln ganz andere Wappen (ohne Bastardfaden) verliehen wurden, so etwa den Fürsten von Bretzenheim oder den Grafen Waldersee. 
In der älteren Literatur wird der in der ständischen Gesellschaft sehr geläufige Bastardfaden oft angesprochen (etwa durch den Bastard von Orléans in Schillers Die Jungfrau von Orléans). Vladimir Nabokov benutzte ihn noch 1947 als Romantitel (Bend Sinister).

## Aussehen

Klassischer Bastardfaden

Er ist ein Faden, ein sehr schmaler Balken von unterschiedlicher Farbe (bzw. unterschiedlichem Metall), der von heraldisch links oben nach heraldisch rechts unten (aus Sicht des Betrachters: von rechts oben nach links unten) über das Vaterwappen des Bastards führt (Schräglinksfaden). 
Der Bastardfaden muss nicht notwendigerweise über den gesamten Schild laufen, sondern kann auf die Schildmitte beschränkt sein, also ein schräglinker Bruch (Schräglinks-Einbruch), und wird dann auch als gestückt blasoniert bezeichnet. 

Familienwappen der Ducs de Vendôme
Familienwappen der Herzöge von Grafton
Familienwappen der Herzöge von Buccleuch und Queensberry